# Saint-Just, Puy-de-Dôme
Saint-Just este o comună în departamentul Puy-de-Dôme, Franța. În 1 ianuarie 2022 avea o populație de 147 de locuitori.